# Duhail Sports Hall
Der Duhail Sports Hall (arabisch صالة الدحيل الرياضية, DMG Ṣālat ad-Duḥail ar-riyāḍiyya) ist eine für den Handball konzipierte Sporthalle mit 5.580 Sitzplätzen im Stadtteil Duhail der katarischen Hauptstadt Doha.

## Entstehung
Die Arena wurde in nur 13 Monaten auf einem 40.000 m² großen Areal errichtet und war bereits im Juli 2014 so gut wie fertig. Sie gilt als Grünes Gebäude und ist auf dem neusten Stand der Technik. Am 7. September 2014 wurde sie mit der Eröffnungsfeier des Super Globe 2014 eröffnet.

## Nutzung
Der Komplex wurde maßgeblich als Austragungsort für die Handball-Weltmeisterschaft der Männer 2015 in Katar erbaut und wird nach dieser Sportveranstaltung an die katarischen Handballverband Qatar Handball Association übergeben. Er soll als Austragungs- und Trainingsort für die Handballnationalmannschaften Katars sowie als Niederlassung mit sich im Komplex befindenden Verwaltungs- und Medienräume für den katarische Handballverband dienen.
Neben der Arena gehören zu dem Komplex zwei Trainingshallen mit jeweils 500 Sitzplätzen, 60 Schlafräume für die Spieler, ein 25 Meter langes Schwimmbad, sowie ein medizinisches Zentrum.